# Sofija Nadyrszyna
Sofija Walerjewna Nadyrszyna (ros. София Валерьевна Надыршина; ur. 14 maja 2003 w Jużnosachalińsku) – rosyjska snowboardzistka specjalizująca się w konkurencjach alpejskich, mistrzyni oraz wicemistrzyni świata, sześciokrotna mistrzyni świata juniorów.

## Kariera
Starty na arenie międzynarodowej rozpoczęła w styczniu 2019 roku w zawodach rangi Puchary Europy. Już w trakcie debiutu dwukrotnie stanęła na podium, zwyciężając oraz zajmując 2. lokatę w konkurach rozgrywanych w austriackim Lachtal. W kwietniu 2019 roku zadebiutowała w mistrzostwach świata juniorów w Rogli. W tych zawodach zdobyła dwa srebrne medale, indywidualnie w gigancie równoległym oraz w zawodach drużynowych wraz z Jarosławem Stiepanko. Rok później podczas zawodów w Lachtal zwyciężyła we wszystkich konkurencjach, w których wystartowała: indywidualnie w slalomie i gigancie równoległym oraz w drużynie z Dmitrijem Łoginowem. Komplet trzech złotych medali zdobyła ponownie w 2021 roku podczas mistrzostw świata juniorów w Krasnojarsku.
W zawodach z cyklu Pucharu Świata zadebiutowała w grudniu 2019 roku w Bannoje. Debiutancki konkurs zakończyła dyskwalifikacją, jednak dzień później zajęła 12. pozycję, tym samym zdobywając pierwsze pucharowe punkty. Miesiąc później po raz pierwszy stanęła na podium zawodów tej rangi, zajmując 2. miejsce w gigancie równoległym rozgrywanym w szwajcarskim Scuol. W debiutanckim sezonie 2019/2020 zajęła 9. lokatę w klasyfikacji generalnej PAR. W marcu 2021 roku wystartowała w mistrzostwach świata w Rogli. W nich okazała się najlepsza w slalomie równoległym, ponadto zdobyła srebro w gigancie. Zdobywając tytuł mistrzowski w wieku 17 lat, została najmłodszym mistrzem świata w historii snowboardowych konkurencji alpejskich. Pucharowy sezon 2020/2021 zakończyła na 2. lokatach w klasyfikacji generalnej PAR, klasyfikacji PGS oraz PSL.

## Osiągnięcia

### Mistrzostwa świata
| Miejsce | Dzień   | Rok  | Miejscowość | Konkurencja       | Zwyciężczyni |
| ------- | ------- | ---- | ----------- | ----------------- | ------------ |
| 2.      | 1 marca | 2021 | Rogla       | Gigant równoległy | Selina Jörg  |
| 1.      | 2 marca | 2021 | Rogla       | Slalom równoległy | –            |

### Puchar Świata

#### Miejsca w klasyfikacji generalnej PAR
- sezon 2019/2020: 9.
- sezon 2020/2021: 2.
- sezon 2021/2022:

#### Miejsca na podium w zawodach
1. Scuol – 11 stycznia 2020 (gigant równoległy) – 2. miejsce
2. Blue Mountain – 1 marca 2020 (gigant równoległy) – 2. miejsce
3. Scuol – 9 stycznia 2021 (gigant równoległy) – 1. miejsce
4. Bad Gastein – 12 stycznia 2021 (slalom równoległy) – 1. miejsce
5. Moskwa – 30 stycznia 2021 (slalom równoległy) – 2. miejsce
6. Rogla – 6 marca 2021 (gigant równoległy) – 2. miejsce
7. Bannoje – 11 grudnia 2021 (gigant równoległy) – 1. miejsce
8. Cortina d’Ampezzo – 18 grudnia 2021 (gigant równoległy) – 2. miejsce